# Sorghum almum
Sorghum almum är en gräsart som beskrevs av Parodi. Sorghum almum ingår i släktet durror, och familjen gräs. Inga underarter finns listade i Catalogue of Life.

## Bildgalleri

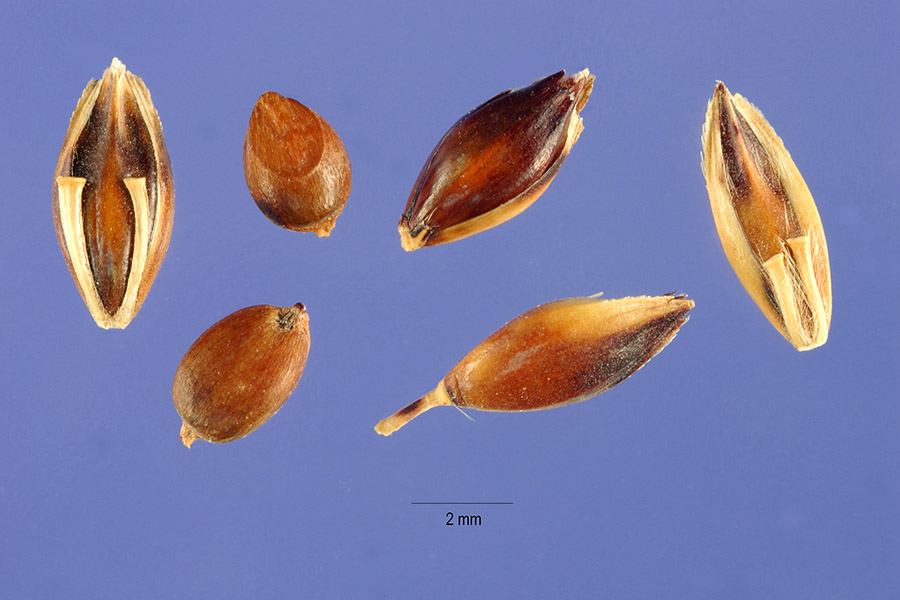